# Орлай Іван Семенович
Іва́н Семе́нович Орла́й (де Кобро́) (1771, Давидково, нині Мукачівський район, Закарпаття — 27 лютого (11 березня) 1829, Одеса) — медик, педагог, письменник. Доктор медицини, академік. Дійсний статський радник. Дійсний член Санкт-Петербурзької медико-хірургічної академії (з 1817 року).

## Життєпис

### Перші роки
Іван Семенович де Кобро народився 1771 року в  Давидкові (нині Мукачівський район Закарпаття України), що на той час входило до складу Габсбурзької імперії в шляхетній родині.
Розпочинав навчання Іван Орлай, згідно з тодішніми вимогами імперської системи освіти, у Мункачському (Мукачівському) народному училищі з русинською мовою викладання, а в 1779 році його віддали до Унгварського (Ужгородського) народного училища, де навчання велося латиною. У 1782—1785 роках він вчиться в Ужгородській архігімназії. Можливостей для подальшого продовження освіти в Ужгороді, невеликому тоді містечку, не було, тому Іван Орлай переходить до Велико-Карловської (Надьварадської) вищих наук гімназії, а звідти у 1787 році — до Надь-Варадської академії, в якій вивчає чисту математику, логіку та історію.
Єдиним вищим навчальним закладом в Австрії, де Іван Орлай, який вважав себе карпатським русином, міг здобути освіту українською мовою, був Йосифінський університет у Львові. Орлай поступив туди у 1788 році, слухав курси математики, фізики, технологій, природничої історії, загальної історії, філософії та німецької словесності. Наступного року, можливо, через нестачу коштів, він повертається до Угорщини і, здавши іспит з філософських наук в Ерлавській консисторії, поступає на казенне утримання до Генеральної Йозефінської семінарії (богословський факультет Пештського університету) та стає членом ордену піаристів. В семінарії Орлай вивчав гебрейську та грецьку мови.

### Медична кар'єра
У лютому 1790 року він був удостоєний звання професора нижчих класів у Надьварадській вищих наук гімназії, де і викладав давні мови, географію, історію та арифметику. Але невдовзі він залишив педагогічну діяльність і вже на початку 1791 року від'їжджає до Відня, а звідти до Санкт-Петербурга, 8 травня того ж року поступає до Медико-хірургічного училища. Там, прослухавши курси медичних наук, у лютому 1793 року Орлай після відповідного екзамену був удостоєний звання лікаря і залишився при Генеральному Сухопутному шпиталі. У вересні того ж року був призначений помічником вченого секретаря Медичної колегії, за дорученням якої, між іншим, упорядкував бібліотеку Колегії та анатоміко-фізіологічний кабінет.
Влітку наступного 1794 року Колегія відрядила Орлая для удосконалення до Відня, де він прожив три роки. Після повернення до Санкт-Петербургу Орлай у червні 1797 року заступив на колишню посаду помічника вечного секретаря Медичної колегії. У лютому 1798 року йому було надано звання штаб-лікаря і в жовтні того ж року призначено лікарем Семенівського лейб-гвардії полку, звідки через рік перевівся лікарем на Санкт-Петербурзький поштамт. На цій посаді він пробув до березня 1805 року, встигнувши здобути повагу не тільки як досвідчений лікар, але й як щира безкорислива людина.
9 березня 1800 року Іван Орлай через своє призначення гоф-хірургом імператора Павла I звільнився з посади помічника вченого секретаря Колегії, на якій він, окрім своїх безпосередніх обов'язків, брав участь у виданих Колегією «Observationes Medico-Chirurgorum Ruthenici Imperii», перекладаючи латиною та обробляючи матеріали для цього видання, які присилали російські лікарі. У 1803 році Орлай розробив цікавий проект «Про виклик до Росії іноземних вчених людей зі слов'янського племені, а особливо з карпато-россов, які отримали звання професора та здатні викладати російською мовою». Цей проект було ухвалено, і Орлаю доручили запрошення професорів, причому вибір останніх здійснювався на розсуд Івана Орлая.
Між тим все більше зростала славнозвісність Орлая, різноманітні вчені товариства охоче вносили його ім'я до списків своїх членів. До того ж широкі знання Орлая здобували йому прихильність не тільки у вузькому колі спеціалістів. У 1804 році його ім'я з'явилося в російському журналі «Северный вестник» під досить поважною історичною справкою: «Історія про карпато-россів». У березні 1805 року лейб-хірург Вілльє обрав Орлая своїм помічником та користувався його послугами та співробітництвом протягом 15 років. Улітку 1806 року Орлай, за дорученням начальства побувавши за кордоном, встиг здобути в Кенігсберзькому університеті звання доктора філософії, а після повернення до Російської імперії, в Дерпті захистив на звання доктора медицини дисертацію під назвою «Dissertatio sistens doctrina de viribus naturae medicatricibus, historiam brevem, expositionem, vindicias etc»
У липні 1806 року Іван Семенович звільнився з посади гоф-хірурга та був призначений вченим секретарем Медико-хірургічної академії (нині — Військово-медична академія імені С. М. Кірова). В цьому званні Орлай, окрім своїх прямих обов'язків щодо адміністративних справ, допомагав Вілльє у виданні Польової Фармакопеї для армії (лат. Pharmacopea castrensis Rulhenica); активну участь Орлай брав і в складанні Статуту медико-хірургічної академії. У 1811 році Орлаю, як енергійній та широко освіченій людині, було доручено редагування видання «Всеобщий Журнал врачебной науки», але події франко-російської війни відволікли Орлая від звичайних справ. 8 квітня 1812 року його призначили ординатором Санкт-Петербурзького Сухопутного та Генерального Шпиталю, і на цій посаді він пробув до жовтня наступного року, а потім знову повернувся до своїх колишніх обов'язків.

### Педагогічна діяльність
У 1817 році Орлай, через хворобу, змушений був відмовитися від обов'язків вченого секретаря академії, яка, на знак поваги до його заслуг перед нею, обрала Орлая почесним членом. Вілльє залишив його при собі для особливих доручень, але ця посада не задовольняла Орлая, бо не надавала достатньо простору для самостійної діяльності. Цей факт, розбіжності з Вілльє, що почалися, та запрошення Орлаю з боку деяких закладів схилили Івана Семеновича до того, аби відмовитися від служби у Вілльє. Ще наприкінці 1820 року Імператорський Московський університет запрошував Орлая до себе на посаду ординарного професора медичного факультету, але тоді Вілльє вдалося утримати Орлая при собі. Але вже влітку наступного року почалися переговори щодо заміщення Орлаєм посади директора Ніжинської гімназії вищих наук (нині — Ніжинський державний університет імені М. В. Гоголя) і 3 вересня 1821 року відбулося звільнення Орлая від служби при Вілльє і призначення його на посаду директора гімназії.
Заступивши на посаду 1 листопада 1821 року він одразу взявся за влаштування Гімназії в усіх аспектах, і перш за все в навчально-виховному відношенні. Особливими заслугами Орлая є його вдалий вибір викладачів та суворий нагляд за вивченням мов. У спогадах колишніх вихованців гімназії Орлай зображений як суворий начальник, але добра, поблажлива і палко віддана своїй справі та Гімназії людина. Педагогічні адміністративні здібності Орлая швидко привернули увагу і, між іншим, у 1825 році йому доручили, як куратору Харківського навчального округу, оглянути низку гімназій, що знаходилися під керівництвом цього округу. У січні 1826 року Орлаю було надано чин дійсного статського радника, а в серпні того ж року переведено на посаду директора одеського Рішельєвського ліцею, на якій, однак, він пробув недовго: 27 лютого 1829 року, але багато зробив для розвитку ліцею та педагогічного інституту при ліцеї. Іван Семенович Орлай помер в Одесі (тоді Херсонська губернія, Російська імперія), залишивши по собі пам'ять енергійного та високоморального педагога.
Був похований на Першому Християнському цвинтарі Одеси. 1937 року комуністичною владою цвинтар було зруйновано. На його місці був відкритий «Парк Ілліча» з розважальними атракціонами, а частина була передана місцевому зоопарку. Нині достеменно відомо лише про деякі перепоховання зі Старого цвинтаря, а дані про перепоховання Орлая відсутні.

## Наукова діяльність
Ім'я Івана Семеновича Орлая було добре відомо не тільки в Російській імперії, але й за кордоном, і численні російські та іноземні вчені товариства обирали його своїм дійсним або почесним членом. Орлай був членом Московського товариства дослідників природи, Московського товариства історії та старожитностей російських, Віленського медичного товариства, почесним членом Віленського університету та Казанського товариства любителів вітчизняної словесності. До того ж він був членом Альтенбурзького ботанічного саду, Йєнського Мінералогічного товариства, Ерлангенського фізико-математичного товариства тощо.
Наукові праці й статті:
- з медицини — «Про ревматичну епілепсію» (1787), «Про перенесення корости», «Про походження сифілісу», «Про випадок раку в людини», «Про астму» (усі — 1786—1801), «Історія про лікувальні властивості природи», «Російська польова фармакопея» (обидві — 1807);
- історії України — «Коротка історія про карпаторусів» (1804), «Про південно-західну Русію» (1826);
- педагогіки — «Мнение о преобразовании училищ в России», «О необходимости обучаться преимущественно отечественному языку и нечто об обучении языкам иностранным» (обидві — 1825).

Як педагог засуджував хаотичний стан освіти в Росії, обстоював думку запровадження загальної освіти для всіх верств населення, основою шкільної освіти вважав громадянське виховання на основі ідеї народності, висловлював цінні думки щодо розвитку вищих навчальних закладів.
Виступав також як поет; писав вірші латинською мовою — «Елегія на смерть імператора Олександра I» (1825 рік) тощо. Підтримував дружні зв'язки з Йоганном Вольфгангом фон Гете; був вчителем Миколи Гоголя, Євгена Гребінки, Нестора Кукольника, які пізніше високо оцінювали його діяльність.